# Supercoppa spagnola 1990 (pallavolo maschile)
La Supercoppa spagnola 1990 si è svolta il 23 dicembre 1990: al torneo hanno partecipato due squadre di club spagnole e la vittoria finale è andata per la prima volta al Son Amar Palma.

## Regolamento
Le squadre hanno disputato una gara unica.

## Squadre partecipanti
| Squadra      | Qualificazione                 | Ultima partecipazione |
| ------------ | ------------------------------ | --------------------- |
| Calvo Sotelo | Vincitrice SVM 1989-90         | Debutto               |
| Son Amar     | Finalista Coppa del Re 1989-90 | Debutto               |

## Torneo
| 23 dicembre 1990 Centro Insular de Deportes, Las Palmas Durata: 1h:18 - Spettatori: ? | Calvo Sotelo | 0 - 3 | Son Amar | 10-15, 8-15, 13-15 |